# عطبرة
عَطْبَرَة مدينة تقع في ولاية نهر النيل بالسودان، على ارتفاع 350 متر فوق سطح البحر، وتبعد عن العاصمة الخرطوم بحوالي 310 كيلو متر (193,5 ميل) وعن مدينة الدامر حاضرة الولاية بحوالي 10 كيلو متر (6,2 ميل) وعن ميناء بورتسودان في الشرق 611 كيلو متر، وجنوباً عن وادي حلفا بحوالي 474 كيلومتر.

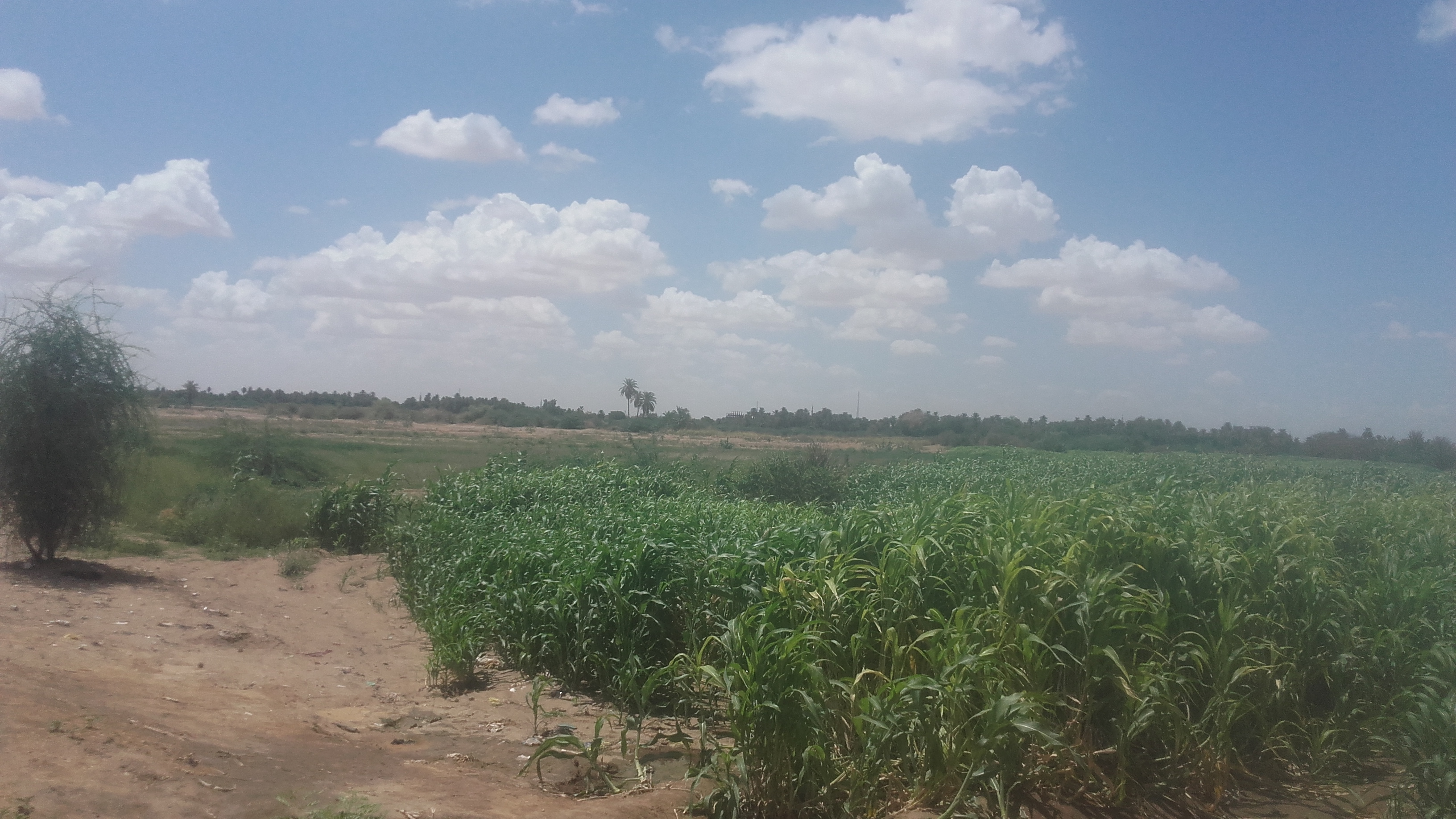
مزرعة من مزارع عطبرة

وتعتبر عطبرة مركزاً صناعياً مهماً ونقطة اتصال بارزة تربط شمال السودان بشرقه. وهي واحدة من مدنه الكبيرة وتعرف بمدينة الحديد والنار، حيث توجد بها رئاسة هيئة سكك حديد السودان وأهم وأكبر منشآتها الصناعية والإدارية. كما ترتبط بخلة تاريخية نضالية ضد الاستعمار وكانت مهداً للحركة النقابية في السودان.
وعطبرة مدينة مقرن Confluence، تماماً كالخرطوم، حيث يلتقي عندها نهر عطبرة أو العطبراوي بنهر النيل، قبل أن يتجه بعدها النيل إلى مصر ليصب في البحر الأبيض المتوسط.

## أصل التسمية ومعناه
كان يطلق على عَطْبَرَة  اسم أتْبَرَا (قبل استبدال حرف التاء بطاء). وأتبرا لفظ مشتق من الكلمة العربية تتبير، كما يذهب البعض، وهو لغةً يعني التدمير أو التحطيم أو الهلاك. يقول عزّ وجلّ: ﴿وكلا ضربنا له الأمثال وكلاً تبرنا تتبيراً﴾ (الفرقان:39). وسُميت عطبرة بهذا الاسم لهيجان نهر عطبرة عند فيضانه ودخوله إليها في الاتجاه الشمالي الغربي وانحداره بسرعة كبيرة في سهولها المنبسطة حيث يحطم ويجرف كل ما يقع في مجراه أو على حوافي ضفافه من شجر ودواب وعمران وبشر.
وهناك رواية أخرى وردت في كتاب الدكتور عون الشريف قاسم (%20 اللهجة %20 العامية %20 في %20 السودان قاموس اللهجة العامية في السودان) جاء فيها أن أصل الاسم (أتبرا) لفظ يوناني وهو إيس تبوراس Essetaboras (باليونانية σταβορασ) ويستدل بأول الكلمة إيس Esse إذ قيل أنها من اللغة النوبية وتعني المساء، أما آخر الكلمة taboras فيعني العابدون شفاهة.
كذلك يقّر الدكتور عون الشريف قاسم، في مصدر آخر نقلا عن الدكتور عبد المجيد عابدين، بالأصل اليوناني للكلمة والمأخوذ من إحدى اللغات النوبية القديمة وكان ينطق عَطْبَرا.
وثمة رواية ثالثة مصدرها الدكتور جعفر ميرغني تفيد بأن الكلمة تتركب من مقطعين هما «إد» و«وبارا»، حيث يرادف المقطع الأول «إد» لفظ البحر بلغة العنج، وأما المقطع الآخر «وبارا» فهو اسم مرويّ باللغة المَرويّة القديمة، وبذلك يصبح معنى المقطعين مجتمعين بحر مَرَوِي.
أما الرواية الرابعة فتنسب إلى الإعلامي التوثيقي الطيب محمد الطيب، وذكر فيها أن الكلمة نوبية الأصل ومركبة من لفظين هما «إد» ويعني أرض و«بارا» وهو الساحل، فيصبح معنى الكلمة أرض الساحل.

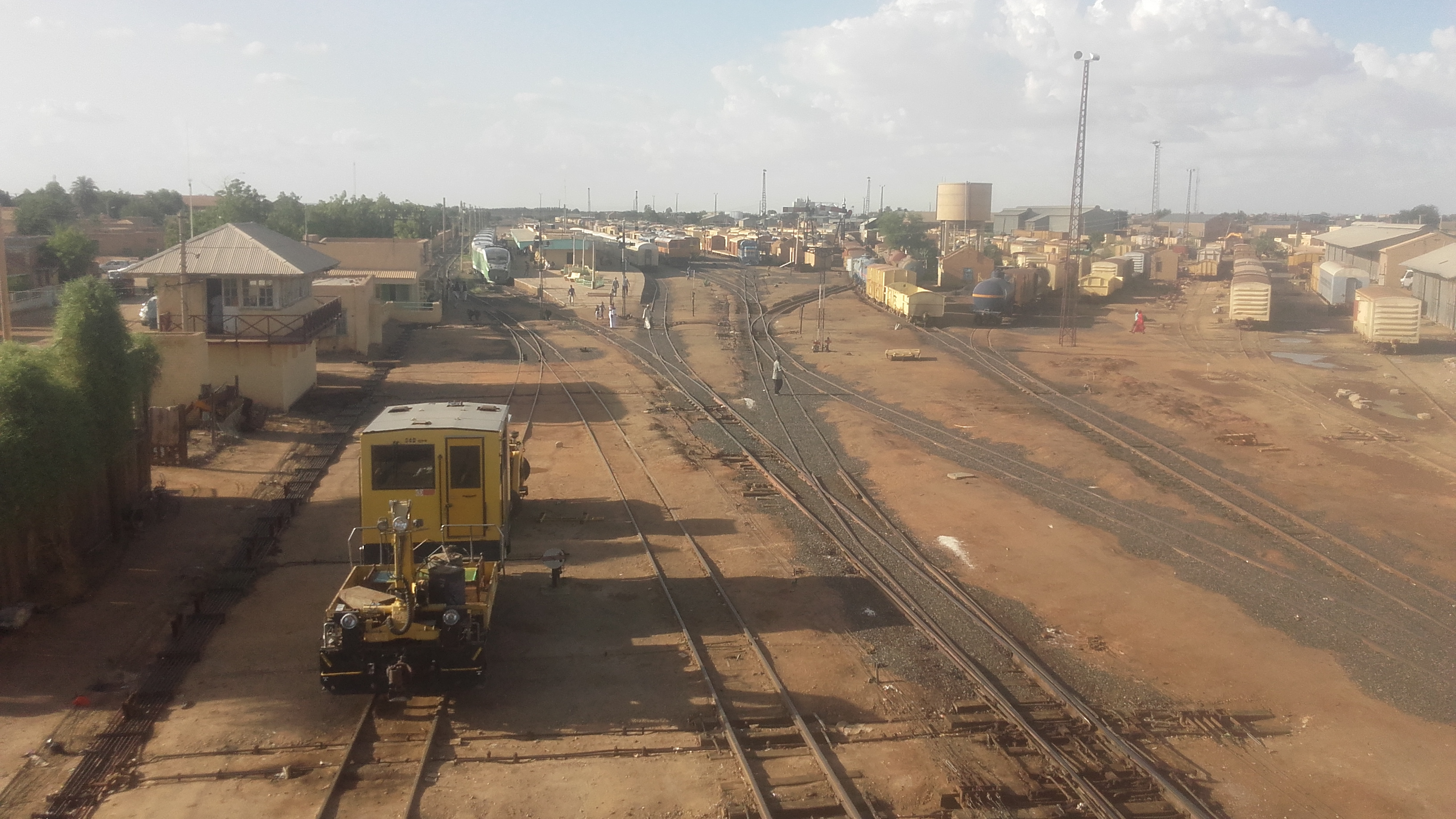
محطة السكة حديد عطبرة

## التاريخ

الأمير محمود ود أحمد أسيراً

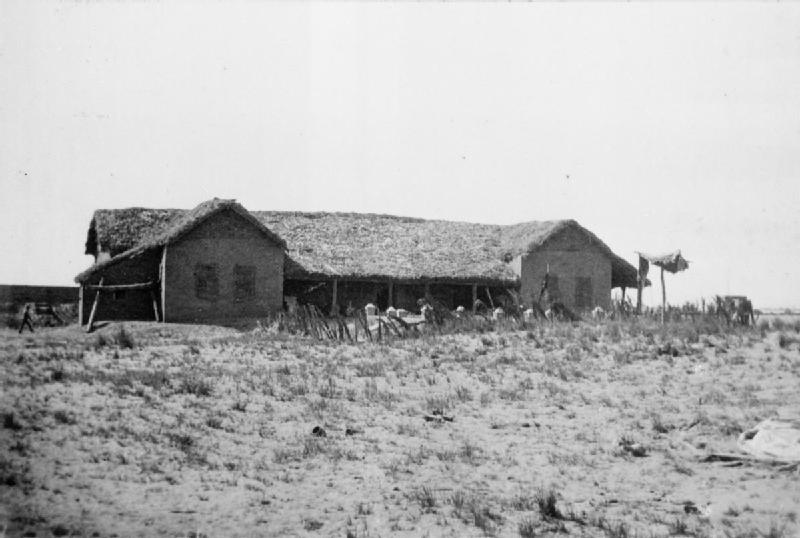
حصن كتشنر في أواخر القرن التاسع عشر

قامت عطبرة في قرية الداخلة التي اختارها الإنجليز لتصبح موقعاً حربياً لقواتهم بعد استعادة استعمار مدينتي أبو حمد وبربر في سنة 1898م، لموقعها الذي يحيط به نهري النيل وعطبرة من جهة الجنوب والغرب.
ويرتبط تاريخ عطبرة الحديث ارتباطاً وثيقا بتاريخ السكك الحديدية في السودان وتاريخ الحركة النقابية والعمالية بالسودان، حيث بدأت مرحلة نشوئها وتطورها كمدينة مع بداية تشييد خط السكك الحديدية من قبل القوات البريطانية المصرية عند غزوها للسودان لاستخدامه في نقل المؤن والعتاد الحربي من مصر وذلك في إطار استعداداتها للزحف نحو أم درمان عاصمة الدولة المهدية واسترداد السودان. وكان بناء الخط قد بدأ في منتصف تسعينيات القرن التاسع عشر عبر الصحراء حتى أبو حمد ومنها إلى عطبرة. وفي أبريل 1898 انتصرت القوات الغازية بقيادة كتشنر على قوات المهدي التي كان يقودها الأمير محمود ود أحمد في معركة نخيلة شمال عطبرة واستمر بناء الخط حتى وصل عطبرة في 3 يوليو 1898 م وتم في تلك الفترة نقل 3 بواخر مدفعية إلى عطبرة والتي كان لها دوراً حاسماً في الانتصار على قوات المهدية. وفي عام 1906م تم توصيل خط من عطبرة إلى ميناء بورتسودان لنقل قطن الجزيرة إلى مصانع لانكشير في بريطانيا، وبذلك أصبحت عطبرة حلقة وصل مهمة بين شمال السودان والعاصمة الخرطوم من ناحية، وبينها وبين ميناء بورتسودان في الشرق من ناحية أخرى.
وفي عام 1939 اختيرت عطبرة مركزاً رئيسياً لإدارة السكك الحديدية وورشها ومخازنها اللوجستية، والتي أصبحت أكبر صاحب أعمال بالمدينة يوظف في خدمته معظم سكانها حتى بلغ عددهم 120 ألف عامل تقريباً. ونتيجة لسياسة التمييز ضد السكان الوطنيين وعدم مساواتهم بالبريطانيين قرر عمال السكك الحديدية تأسيس نقابة عمالية خاصة بهم كانت أول نقابة عمالية في السودان. وفي عام 1947 نظمت النقابة إضراباً عاماً تضامناً مع نقابات عمالية مصرية.
نمت نقابة العمال السودانية حتى صارت واحدة من أقوى وأكبر الحركات العمالية المناوئة للاستعمار في إفريقيا وأصبحت على علاقة قوية مع الحزب الشيوعي السوداني الذي كان يتبنى قضايا ما كان يصفها بالبروليتاريا السودانية.
في عام 1954 م، تمت سودنة السكك الحديدية وتم تعيين محمد الفضلي أول سوداني في منصب مدير سكك حديد السودان.
وبعد فشل الانقلاب العسكري الذي قاده ضباط موالون للحزب الشيوعي ضد الرئيس جعفر نميري في سبعينيات القرن الماضي، وقيام نميري بحلّ الحزب الشيوعي وتفكيك منظماته والتضييق على مناصريه تقلصت قوة اتحاد النقابات. وفي عام 1981 م وجّه نميري ضربة قاضية للاتحاد بحلّه نهائياً وفصل آلاف العمال من الخدمة وإجلائهم من المنازل الحكومية التي كانوا يقيمون فيها مع الإبقاء على الورش الكبيرة للقيام بأعمال الصيانة فقط.
وبالتوسع في شبكة الطرق البرية تراجع دور السكك الحديدية وتقلصت أهمية عطبرة كحلقة وصل، لكن مشاريع تأهيل خطوط السكك الحديدية مؤخراً وتقاطع شبكات الطرق البرية الجديدة في عطبرة فضلا عن المشاريع الزراعية في المنطقة، ساعدت المدينة على استرداد أهميتها ودورها التاريخي كحلقة وصل للنقل والمواصلات ومركز تجاري وصناعي.

## التخطيط العمراني

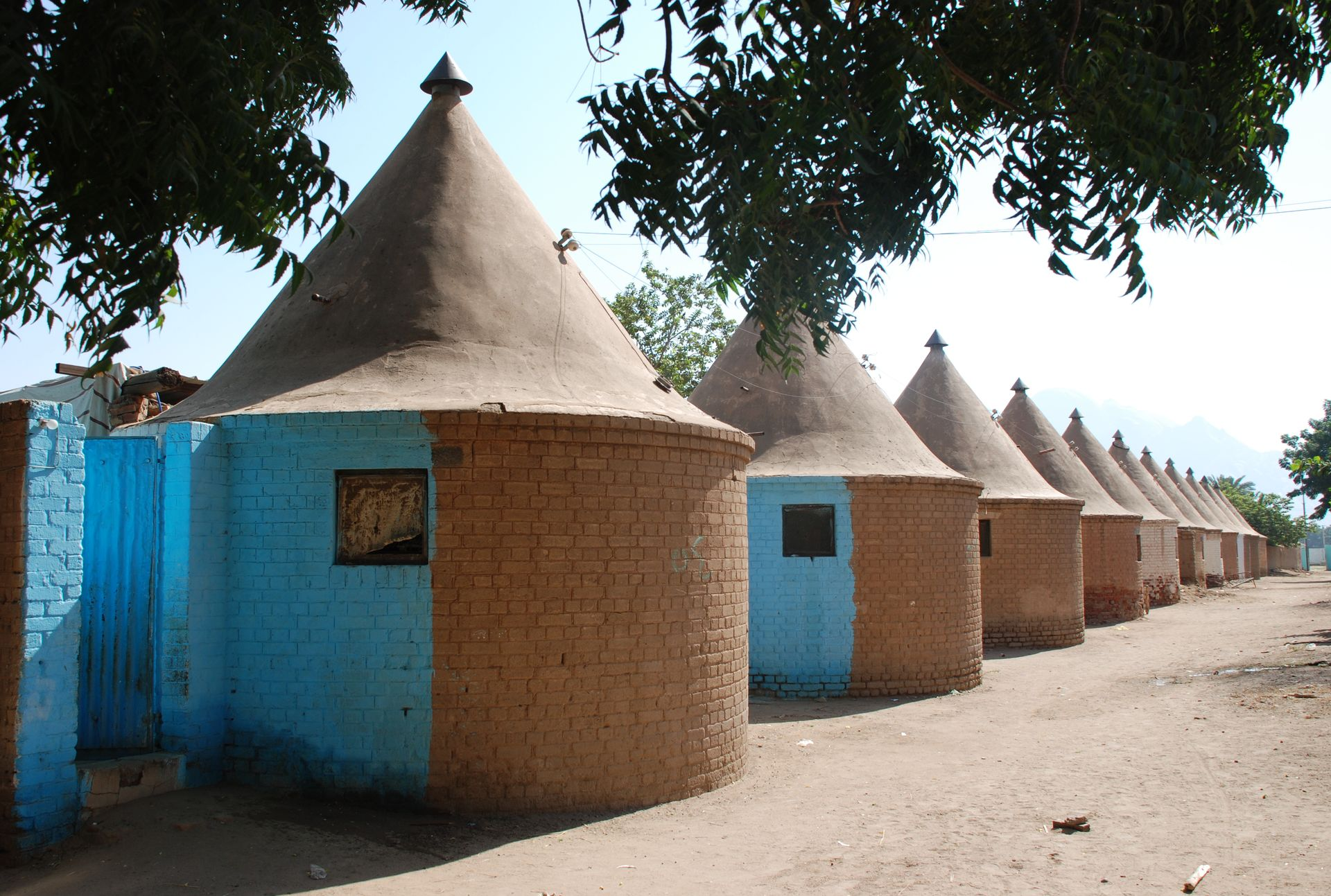
بيوت عمال السكك الحديدية المخروطية السقف

تقسم السكة حديد المدينة إلى شطرين: شرقي وغربي. ففي الشطر الشرقي حيث الكثافة السكانية الكبيرة توجد المراكز التجارية والبنايات ذات الطابقين أو أكثر. وفي الشطر الغربي الذي يبعد عن مجرى نهر النيل بحوالي كيلو متر واحد حيث كان يسكن البريطانيون ونشأ حي ظليل الشوارع تنتشر فيه منازل البنجلو Bungalow وراء الأسوار والحدائق. وبالقرب من خط السكك الحديدية بنى البريطانيون منازل مخروطية السقف لعمال السكك الحديدية من المصريين. ويبعد نهر عطبرة عن وسط المدينة بحوالي 2 كيلو متر، وهناك يوجد جسر صغير يربط بين ضفتي النهر.
وفي الفترة التي أعقبت خمسينيات القرن الماضي شهدت المدينة أهم خطط عمرانية حيث تمت إعادة تخطيط معظم الأحياء والمناطق السكنية وتم تحديث شبكة إمدادات المياه والإنارة وتوسيعها، وتحولت قرية الداخلة إلى منطقة سكنية من الدرجتين الثانية والثالثة. وفي عام 1960 ظهرت امتدادات سكانية جديدة بالمدينة لاستيعاب النمو السكاني فيها.

## الطوبغرافيا
تقع عطبرة على الضفة الشمالية لنهر عطبرة والضفة الشرقية لنهر النيل على أرض شبه مستوية، ترتفع قليلاً في أجزائها الشرقية والشمالية وتنحدر تدريجياً نحو مجرى نهر النيل ومجرى العطبراوي، تتخللها بضعة خيران ومجاري مائية تمتلأ بالمياه في المواسم المطيرة، وتقع في غرب المدينة في منطقة الداخلة والسيالة، ينحدر بعضها من الشمال نحو الجنوب ليصب في نهر عطبرة بينما ينحدر البعض الآخر من الشرق نحو الغرب تجاه نهر النيل الذي يتجه شمالاً نحو مصر عابراً الصحراء دون أن يصب فيه بعد ذلك أي رافد، مما يجعل عطبرة أول مدينة تقع على نهر النيل بعد اقترانه بآخر روافده.

## الموقع
تتميز عطبرة بموقعها الإستراتيجي ليس فقط لأنها تحتل موضعاً بين التقاء نهرين كبيرين، بل لقربها من أهم مدن السودان وأكبرها، ولذلك تم اختيارها لتكون نقطة تلاقي خطوط السكك الحديدية التي تربط عاصمة السودان الخرطوم بموانئه الرئيسية مثل بورتسودان وسواكن ومدنه الحدودية مثل كسلا ووادي حلفا.

## المناخ
يسود عطبرة المناخ الصحراوي الجاف.
| البيانات المناخية لـعطبرة    | البيانات المناخية لـعطبرة | البيانات المناخية لـعطبرة | البيانات المناخية لـعطبرة | البيانات المناخية لـعطبرة | البيانات المناخية لـعطبرة | البيانات المناخية لـعطبرة | البيانات المناخية لـعطبرة | البيانات المناخية لـعطبرة | البيانات المناخية لـعطبرة | البيانات المناخية لـعطبرة | البيانات المناخية لـعطبرة | البيانات المناخية لـعطبرة | البيانات المناخية لـعطبرة |
| الشهر                        | يناير                     | فبراير                    | مارس                      | أبريل                     | مايو                      | يونيو                     | يوليو                     | أغسطس                     | سبتمبر                    | أكتوبر                    | نوفمبر                    | ديسمبر                    | المعدل السنوي             |
| ---------------------------- | ------------------------- | ------------------------- | ------------------------- | ------------------------- | ------------------------- | ------------------------- | ------------------------- | ------------------------- | ------------------------- | ------------------------- | ------------------------- | ------------------------- | ------------------------- |
| متوسط درجة الحرارة الكبرى °ف | 87                        | 90                        | 95                        | 102                       | 106                       | 108                       | 104                       | 102                       | 106                       | 73                        | 66                        | 59                        | 92                        |
| متوسط درجة الحرارة الصغرى °ف | 55                        | 59                        | 64                        | 70                        | 77                        | 79                        | 79                        | 77                        | 79                        | 73                        | 66                        | 59                        | 70                        |
| الهطول إنش                   | 0                         | 0                         | 0                         | 0.00                      | 0.00                      | 0.00                      | 0.03                      | 0.06                      | 0.01                      | 0.00                      | 0                         | 0                         | 0.1                       |
| متوسط درجة الحرارة الكبرى °م | 30                        | 32                        | 35                        | 39                        | 41                        | 42                        | 40                        | 39                        | 41                        | 23                        | 19                        | 15                        | 33                        |
| متوسط درجة الحرارة الصغرى °م | 13                        | 15                        | 17                        | 21                        | 25                        | 26                        | 26                        | 25                        | 26                        | 23                        | 19                        | 15                        | 21                        |
| الهطول مم                    | 0                         | 0                         | 0                         | 0.1                       | 0.1                       | 0.1                       | 0.7                       | 1.5                       | 0.2                       | 0.1                       | 0                         | 0                         | 2.8                       |
| المصدر: Weatherbase          |                           |                           |                           |                           |                           |                           |                           |                           |                           |                           |                           |                           |                           |

## أحياء عطبرة
تتكون عطبرة من عدة أحياء منها: الداخلة
والسودنة والموردة شرق والموردة غرب وحي السوق والحصايا والامتداد الشرقي والامتداد الشمالي وأمبكول والمربعات حي المطار السيالة القديمة والسيالة الجديدة وحي الكهرباء خليوة والسكة حديد حي العمال والقلعة والدرجة والطليح والفكي مدني وحي العرب وحي الدرجة والمساكن الشعبية
والمزاد والوحدة حي البنك العقاري حي النزهة حي الريان وحي الإذاعة من الضفة الشرقية للنيل أما على الضفة الغربية للنيل تقع الفاضلاب والتي تعتبر من أحياء مدينة عطبرة.

## النقل والمواصلات

### السكك الحديدية

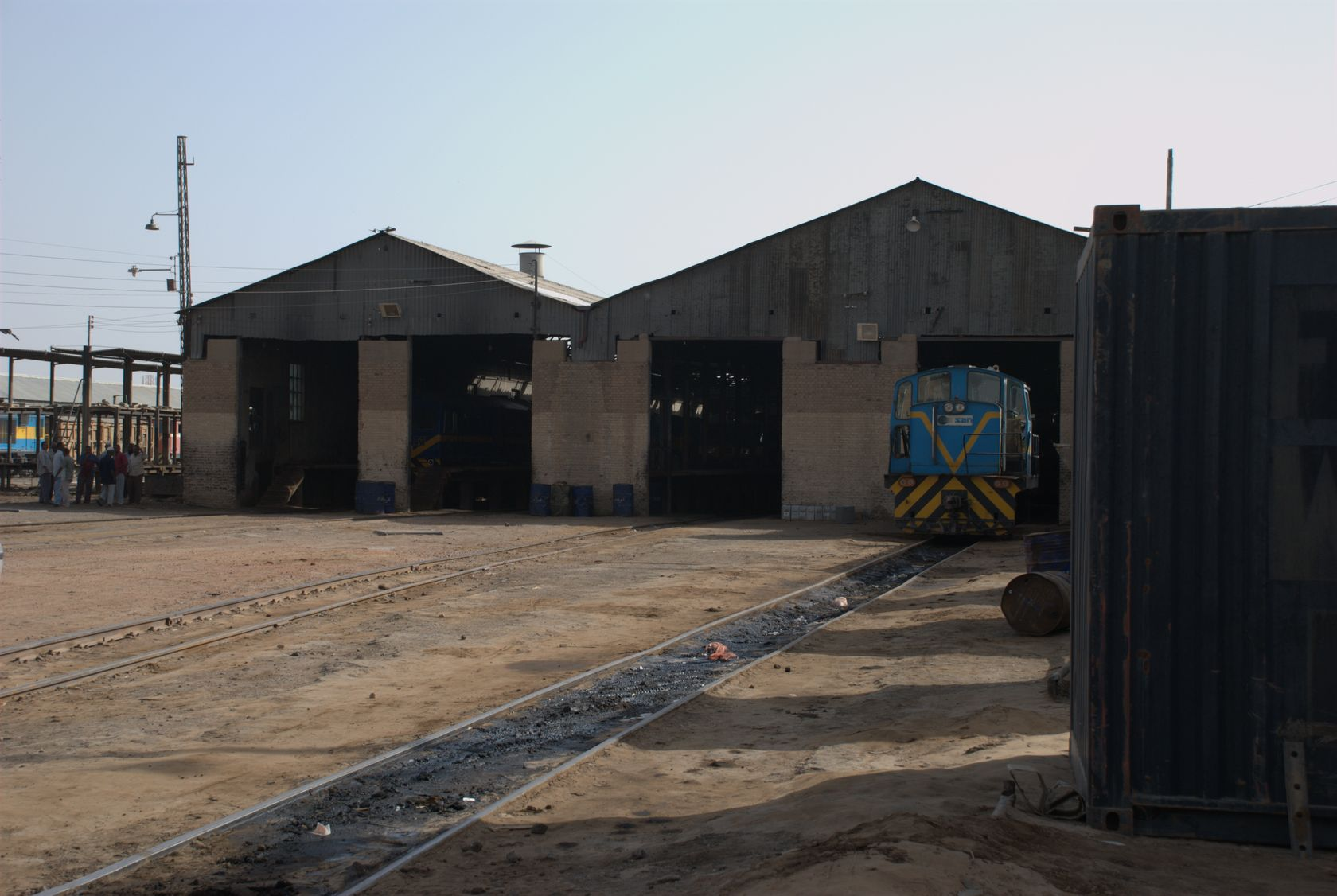
ورش السكك الحديدية في عطبرة

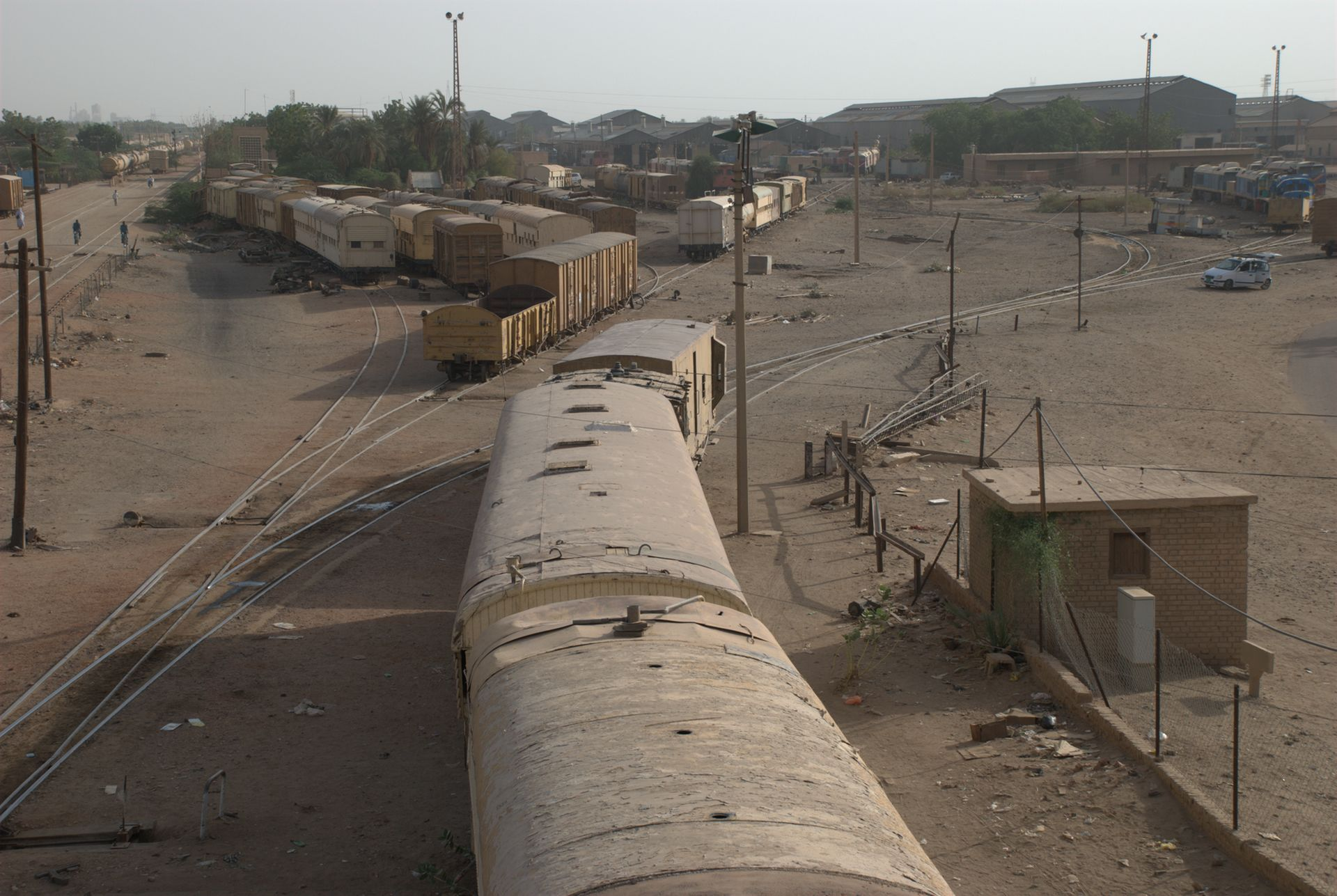
محطة قطار عطبرة

عطبرة هي عاصمة السكك الحديدية في السودان وبها محطة تقاطع كبيرة تربط عطبرة بكافة أنحاء السودان شرقاً إلى ميناء بورتسودان وشمالاً إلى كريمة ودنقلا عن طريق خط عطبرة-كريمة، وإلى أقصى الشمال عن طريق خط عطبرة - وادي حلفا، وإلى العاصمة وأواسط السودان وجنوبه وغربه عن طريق الخرطوم.[بحاجة لمصدر]

### الطرق البرية
يربط طريق التحدي (الجيلي – عطبرة – هيا) بميناء بورتسودان والعاصمة الخرطوم، وهو يختصر مسافة الطريق الدائري بحوالي 400 كيلو متر، كذلك طريق عطبرة -الدامر، والضفة الغربية لنهر النيل بعد إنشاء جسر العكد- أم الطيور، طريق عطبرة -مروي، وطريق عطبرة - بربر، وطريق عطبرة -أبو حمد الذي سوف يمتد إلى مصر مما يجعل عطبرة ملتقى طرق برية أيضاً.

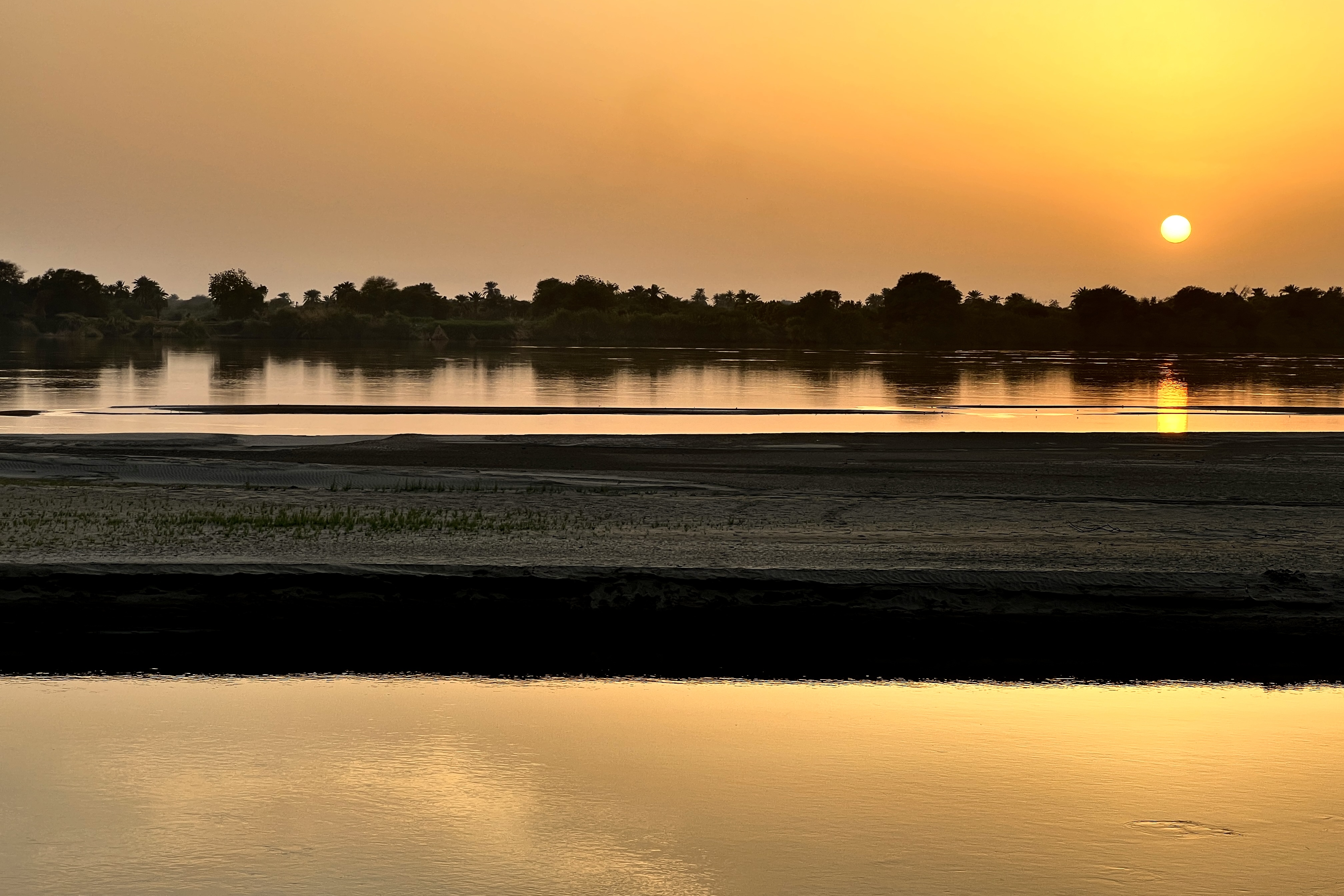
جانب من ساحل نهر عطبره

### الإتصالات والإعلام
توجد بعطبرة رئاسة إقليم نهر النيل لشركات الاتصالات السودانية (سوداتل – زين– إم تي إن– سوداني وَكنار). وتوجد بالمدينة خدمات الهاتف الثابت والمحمول ورمز الهاتف هو 211 ومن خارج السودان 211-249
توجد في عطبرة إذاعة محلية تم تأسيسها في عام 1986 م ضمن المنحة اليابانية للسودان التي تم بموجبها إنشاء خمس إذاعات إقليمية في كل من دنقلا والأُبيّض وكسلا وود مدني بالإضافة إلى إذاعة عطبرة التي يطلق عليها اسم إذاعة نهر النيل. وقد سبق تأسيس الإذاعة، إقامة بث تلفزيوني في عام 1976 م، من تلفزيون عطبرة. ويعمل الجهازان الإعلاميان بالتكنولوجيا الرقمية.

### النقل الجوي
يجري تأهيل مطار عطبرة ليصبح مطاراً دولياً يخدم الصادر، ويربطها بمدن السودان الرئيسية وفي مقدمتها العاصمة الخرطوم. ورمزه باتحاد النقل الجوي الدولي إياتا ِATB وفي المنظمة الدولية للطيران المدني إيكاو هو HSAT.

## السكان
عطبرة نموذج للسودان بكل عرقياته واختلافاته الثقافية وعاداته وتقاليده، وقد ساهمت السكة حديد في تشكيلة المجتمع العطبراوي المتعدد الأثنيات والثقافات وفي تنمية تطوره السياسي والاجتماعي ووضع نواة اقتصادية له.

رجال سودانيون بالقرب من مدينة عطبرة، ولاية نهر النيل – 29–30 نوفمبر 1961

| سنة           | عدد السكان |
| ------------- | ---------- |
| 1956          | 36.300     |
| 1973          | 66.116     |
| 1983          | 73.009     |
| 1993          | 87.878     |
| 2007 (تقديرا) | 111.399    |
| 2010 (تقديرا) | 139.264    |

## النشاط الاقتصادي
تعمل أغلبية كبيرة من السكان في مختلف أقسام هيئة السكك الحديدية الفنية والإدارية وغيرها من قطاع الخدمات كالصرفية حيث توجد عدة فروع للمصارف منها، بنك فيصل الإسلامي، وبنك النيل (وبنك التنمية التعاوني الإسلامي سابقاً )، وبنك العمال، وبنك أمدرمان الوطني، وبنك الخرطوم، وبنك الإدخار.
كما يستحوذ القطاع الزراعي نشاط جزء مقدر من السكان خاصة بعد إنشاء مشروع الأمن الغذائي شمال المدينة وبعض المشاريع الصغيرة على ضفاف نهر النيل والعطبرواي، إضافة إلى مشاريع إنتاج وتسويق الأعلاف والبرسيم المضغوط والذي يصدر إلى دول كالمملكة العربية السعودية. وتشمل المحاصيل الزراعية في عطبرة إلى جانب البرسيم، القمح والفول السوداني والذرة.
ويمثل القطاع الصناعي صناعة الأسمنت، حيث شهدت المدينة إنشاء أول مصنع للأسمنت في السودان في عام 1947. ويوجد الآن مصنعان للأسمنت هما مصنع اسمنت عطبرة ومصنع السلام للأسمنت. وقد وبلغ إنتاج الأسمنت العطبراوي في عام 2002م حوالي 154,300 طن. وهنالك أيضا مصنعان دخلا دائرة الإنتاج هما مصنع بربر للإسمنت المملوك لمجموعة الراجحي ومصنع الأحكام للإسمنت بالضفة الغربية لنهر النيل كما تساهم ورش السكك الحديدية في تطوير القطاع الصناعي، والتي تعتبر الأكبر من نوعها في القارة الإفريقية.
وتوجد في عطبرة واحدة من أقدم محطات توليد الكهرباء بالسودان، تقع بجوارها المحطة الرئيسية لتوزيع الطاقة الكهربائية على مستوي السودان بعد اكتمال سد مروي.

## التعليم
هناك العديد من المدارس على مختلف المراحل إلى جانب جامعة عطبرة الأهلية التي تضم كليات الزراعة والهندسة والتمريض والتجارة والعلوم الثقافية والدراسات الإسلامية.

## الرعاية الصحية
توجد في عطبرة أربعة مستشفيات هي:
- مستشفى عطبرة التعليمي
- المستشفى العسكري
- مستشفى الشرطة
- مستشفى التأمين الصحي

## الرياضة
عرفت عطبرة النشاط الرياضي منذ عام 1921م حيث تم تأسيس استاد المدينة. وتضم اليوم عدة أندية رياضية لكرة القدم على مختلف الدرجات تتبع لاتحاد كرة القدم السوداني. ومن أهم الأندية الرياضية على مستوى السودان هي فريق الأمل عطبرة.

## النشاط الثقافي[10]
تعتبر عطبرة إحدى مراكز الثقافة والفكر والفنون البارزة في السودان وربما يُعزى ذلك إلى تطورها إلى مجتمع مدني حديث منفتح تتلاقح فيه مختلف الثقافات السودانية، ولذلك تنتشر في المدينة المنشآت والمرافق الثقافية والمكتبات العامة ومن بينها مكتبة البلدية والمركز الثقافي البريطاني ومكتبة السكة الحديد، ومكتبة دبورة، ومكتبة الثقافة الإسلامية، ومكتبة حنتبلي، والمكتبة القبطية ذات الأنشطة المتشعبة. ويتميز مجتمع عطبرة بارتياده للأندية الثقافية مثل نادي عمال السكة حديد الذي ارتبط بالحركة النقابية العمالية السودانية واشتهرت بها مدينة عطبرة، وكذلك التيار اليسار السوداني.
كما شهدت عطبرة في خمسينات القرن المنصرم مولد أول جمعية أدبية في الإقليم الشمالي (ولايتي الشمالية ونهر النيل حالياً) وهي (رابطة أصدقاء نهر عطبرة الأدبية). وساد عطبرة جو تنافسي حميم بين تجمعات مبدعين كنقابة الفنانين ورابطة هواة الفن وفرق المسرح. وشكّل إنشاء اتحاد الغناء الشعبي في عطبرة دفعة قوية لحركة الغناء والفن في القرى المجاورة للمدينة، هذا فضلاً عن وجود دور ثلاث للسينما: سينما الجمهورية، والسينما الوطنية، وسينما عطبرة الجديدة، جعلت مجتمع عطبرة متواصلاً مع حركة السينما في مصر والغرب بشكل عام.